# 奇峰镇
奇峰镇，是中华人民共和国四川省泸州市泸县下辖的一个乡镇级行政单位。

## 行政区划
奇峰镇下辖以下地区：
永安社区、宝藏社区、曹市社区、柿子村、金鱼村、华通村、共和村、石城村、大江村、玉田村、长林村、宝丰村、红木村、渔庆村和阳高村。